# Gasometer Oberhausen
Der Gasometer Oberhausen ist ein Industriedenkmal in Oberhausen und die höchste Ausstellungs- und Veranstaltungshalle Europas. Er gehört zu den Panoramen und Landmarken sowie den Ankerpunkten der Route der Industriekultur. Zudem ist er in die Europäische Route der Industriekultur (ERIH) eingebunden, die Meilensteine der Industriegeschichte in Großbritannien, den Niederlanden, Frankreich, Luxemburg und Deutschland verbindet. Der Gasometer liegt in der Neuen Mitte von Oberhausen unmittelbar am Rhein-Herne-Kanal.
Mit einem Speichervolumen von 347.000 m³, 117 Metern Höhe und knapp 68 Metern Durchmesser war er bis 1988 Europas größter in Betrieb befindlicher Scheibengasbehälter. Er erinnert an die Schwerindustrie, die mehr als ein Jahrhundert lang das Ruhrgebiet prägte. Heute liefert er den Rahmen für kulturelle Ereignisse vielfältiger Art.
Bisher fanden 18 Ausstellungen das Interesse von mehr als zehn Millionen Besuchern. Als höchste Ausstellungshalle Europas inspiriert der Gasometer als Veranstaltungsort Künstler von internationalem Rang. Theateraufführungen, Vorträgen, Konzerten und weiteren Großveranstaltungen bietet er einen würdigen Rahmen und steht damit stellvertretend für den lebendigen Wandel der Region. 2019 erhielt der Gasometer den Titel Historisches Wahrzeichen der Ingenieurbaukunst in Deutschland.

## Geschichte
Der Gasometer wurde zwischen 1927 und 1929 als Scheibengasbehälter in MAN-Bauweise vom MAN Werk Gustavsburg errichtet. Er speicherte zunächst das Gichtgas, ein Abfallprodukt der umliegenden Hochöfen der Gutehoffnungshütte, das anschließend in den Walzwerken wieder verfeuert wurde. Später wurde das energetisch höherwertige Kokereigas aus der Kokerei der Zeche Osterfeld hier zwischengespeichert und versorgte damit hauptsächlich die umliegenden Stahlwerksanlagen bis hin zur einige Kilometer entfernten Ruhrchemie im Stadtteil Holten. Unter dem Gewicht der stählernen (mit zusätzlichen Betongewichten versehen) sogenannten Gasdruckscheibe, wurde der Speicherdruck aufgebaut. Bildlich gesehen „schwamm“ die Scheibe auf dem Gas. Je nach vorhandener Gasmenge (und Temperatur) konnte diese entlang der Wand des Gasometers auf- und abgleitend unterschiedliche Höhen einnehmen und hielt durch ihr konstantes Eigengewicht den Gasdruck konstant.
Im Zweiten Weltkrieg wurde der Gasometer bei Bombenangriffen schwer beschädigt und 1945 stillgelegt. Bei Reparaturarbeiten 1946 geriet er in Brand und musste bis auf das Fundament abgebaut werden. Beim Wiederaufbau, der bis 1949 dauerte, konnten verschiedene Konstruktionselemente, unter anderem das Dach, weiterverwendet werden. Der Gasometer war bis 1988 in Betrieb.
Nach der Stilllegung sollte er zunächst abgerissen werden. Die beantragte Genehmigung dafür war bereits unterschriftsreif, allerdings zögerte die Eigentümerin Ruhrkohle AG wegen der Kosten von etwa 1,5 Millionen DM, die Abrisspläne umzusetzen. Währenddessen waren andere Nutzungsmöglichkeiten im Gespräch, u. a. zur Werbung (als rot-weiße „Coca-Cola-Dose“) durch die damals in Essen ansässige Coca-Cola GmbH. Denkmalschützer setzten sich für einen Erhalt des Gebäudes ein; der Leiter der Internationalen Bauausstellung Emscher Park Karl Ganser drohte für den Fall eines Abrisses mit seinem Rücktritt. 1992 entschied der Oberhausener Stadtrat, das Gebäude zu kaufen, um es für Ausstellungszwecke zu nutzen und in das Gelände der geplanten Neuen Mitte zu integrieren.
1993/94 wurde der Gasometer im Rahmen der IBA Emscher Park für 16 Millionen D-Mark zu Europas höchster Ausstellungshalle umgebaut. Dabei wurde die Gasdruckscheibe auf einer Höhe von 4,20 Metern an der Außenwand (Zylindermantel) sowie durch Zwischenstützen auf dem Betonboden fixiert. Unterhalb der fixierten Gasdruckscheibe befindet sich eine Ausstellungshalle, während oberhalb (zweite Ebene) eine Bühne (wie in einem Amphitheater) mit einer stählernen Tribüne für 500 Besucher aufgebaut wurde.
Außerdem wurden vier nicht öffentliche Außentreppen errichtet, drei bis zur oberen Ausstellungsebene auf +12,0 Meter Höhe sowie eine vierte mit 38 Läufen bis zum Dach des Gasometers. Der Außen-Treppenturm mit einem Aufzug wurde komplett erneuert. Mit einer Höhe von 115 Metern und einem Grundriss von 6,0 × 8,5 Meter ist er weltweit einer der größten Industrietreppenanlagen. Damit gelangt man sportlich (jährlich wird auch der sogenannte Gasometerlauf veranstaltet) über die Außentreppe mit 592 Stufen oder bequem durch den Aufzug auf das Gasometerdach. Es dient als Besichtigungsplattform und bietet bei guter Sicht einen Rundblick über das Ruhrgebiet.
Ein gläserner Panoramaaufzug führt innerhalb des Gasbehälters nach oben.

### Technik
Der Gasometer Oberhausen ist ein Scheibengasbehälter. Er funktioniert nach einem Prinzip, das 1915 vom MAN Werk Gustavsburg entwickelt wurde: Das Gas, das gespeichert werden sollte, wurde von unten in den Innenraum geblasen und an anderer Stelle wieder entnommen. Den 24-eckigen Grundriss bilden 24 Doppel-T-Träger, zwischen die 8,80 Meter lange, 0,81 Meter hohe und gerade einmal 5 Millimeter dicke Mantelbleche genietet wurden. Sie schließen den Gasometer gasdicht ab und sorgen für seine horizontale Stabilität.
Auf dem Gas schwamm die Gasdruckscheibe, die je nach gelagerter Menge an den ölgeschmierten Wänden auf und ab glitt. War der Gasometer komplett gefüllt, befand sich die Scheibe in 95 Metern Höhe. 347.000 Kubikmeter Gas waren dann gespeichert. Noch heute ist diese maximale Füllhöhe im oberen Bereich des Gasometers gut erkennbar. Weil das Eigengewicht der Scheibe jedoch nicht genügte, das Gas ausreichend zu verdichten und den erforderlichen Gasdruck von 300 Millimeter Wassersäule zu erreichen, waren auf der Scheibe zusätzliche Betongewichte installiert. Das Gesamtgewicht der Scheibe wuchs so von 600 auf 1207 Tonnen.
Heute liegt die Gasdruckscheibe fest, die meisten Betongewichte wurden entfernt. Aber schon zu Betriebszeiten konnte die Scheibe betreten werden, weil das Gas luftdicht unter der Scheibe eingeschlossen war. Die Undurchlässigkeit am Rand der Scheibe wurde durch ein Öl-Teer-Gemisch erreicht, das permanent an den Wänden des Gasometers entlanglief. Am Boden wurde es aufgefangen, von Schmutz und Kondenswasser gereinigt und außen wieder nach oben gepumpt. Die getrockneten Rückstände überziehen noch heute die Innenwände des Gasometers als schützende Schicht.

### Wandel
Nach seiner Stilllegung im Jahr 1988 war die Zukunft des Gasometers offen, und wie vielen Hinterlassenschaften der Industrie drohte auch ihm zunächst der Abriss. Die Oberhausener Bürgerschaft, der Stadtrat, die Landesregierung und die Internationale Bauausstellung (IBA) Emscher Park diskutierten intensiv, welche Verwendung es für einen ausgedienten Gasspeicher geben könnte. Auf Vorschlag der IBA Emscher Park wurde der Gasometer schließlich zu jener außergewöhnlichen Ausstellungshalle umgebaut, die heute das Wahrzeichen der Stadt Oberhausen ist.
Der Umbau erfolgte in den Jahren 1993/94 nach einem Entwurf des Architekten Jürg Steiner durch die Deutsche Babcock AG. Dabei wurde die einstige Gasdruckscheibe in 4,20 Meter Höhe fixiert. Darunter eröffnet sich den Besuchern heute ein kreisrunder, mehr als 3000 Quadratmetern großer Raum. Auf die Gasdruckscheibe führen zwei Stahltreppen, in deren Mitte eine erhöhte Bühne mit 20 Metern Durchmesser installiert wurde. Teile der Trägerkonstruktion wurden zu einer Tribüne mit 500 Sitzplätzen umgestaltet. Insgesamt verfügt der Gasometer damit über eine für Veranstaltungen nutzbare Fläche von über 7000 Quadratmetern.
Innen ermöglicht ein gläserner Panoramaaufzug die Fahrt unter das Dach des Gasometers. Ein zweiter Aufzug führt außen auf das Dach, das auch über die 592 Stufen zu Fuß zu erreichen ist. Von dort oben bietet sich ein einzigartiger Rundblick über das gesamte westliche Ruhrgebiet, der bei klarem Wetter bis zu 35 Kilometer weit reicht – von den Stahlwerken am Rhein bis zur Arena auf Schalke. Rund acht Millionen Besucher haben das Panorama vom Dach des Reviers und die wechselnden Ausstellungen bisher auf sich wirken lassen. Der Gasometer Oberhausen steht damit auch stellvertretend für den lebendigen Wandel der Region.

### Sanierung 2020/21

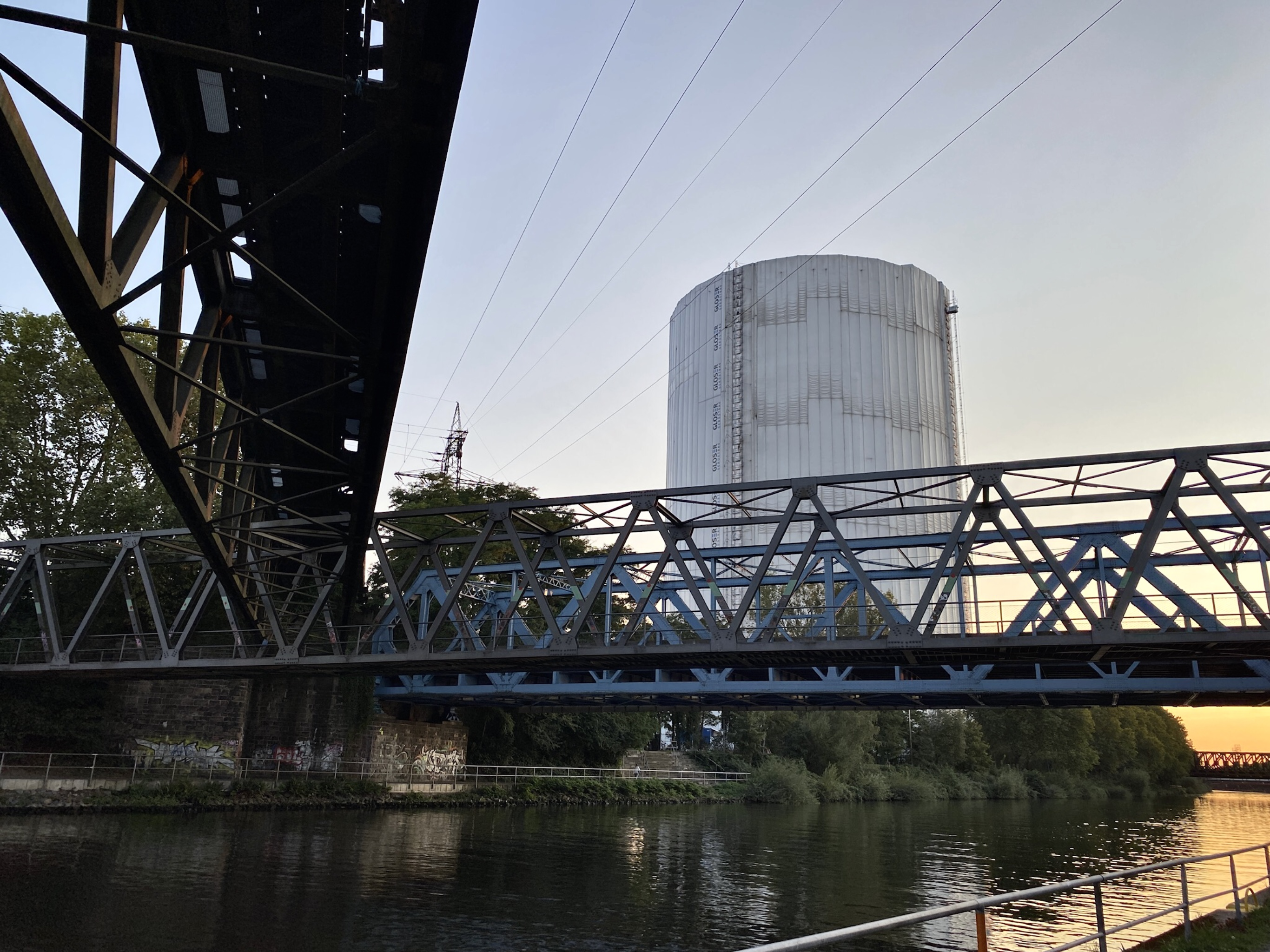
Der Gasometer während der Komplett-Sanierung; im Vordergrund eine technische Besonderheit: eine Brückendurchdringung.

Nach Sanierungsarbeiten in den Jahren 2002/2003 wies der Gasometer erneut starke Korrosionsschäden auf. Für die Komplett-Sanierung 2019–2021 wurde die gigantische Blecheinhausung mit einem Komplett-Gerüst umbaut und mit einer Plastik-Umhüllung versehen, so dass bei den Sandstrahlarbeiten keine Materialien in die Umgebung gelangen konnten. Sie erhielt eine Grundbeschichtung sowie zwei Deckanstriche.
Die Finanzierung von über 14 Millionen Euro wurde im Sommer 2018 gesichert. 7,25 Millionen Euro sagte der Bund zu, weitere 4,4 Millionen Euro der Regionalverband Ruhr und das Land Nordrhein-Westfalen Fördermittel von 2,5 Millionen Euro. Mit der Ausstellung „Das zerbrechliche Paradies“ zur Klimageschichte unseres Planeten wurde die Ausstellungshalle im Oktober 2021 wieder eröffnet.

## Bilder

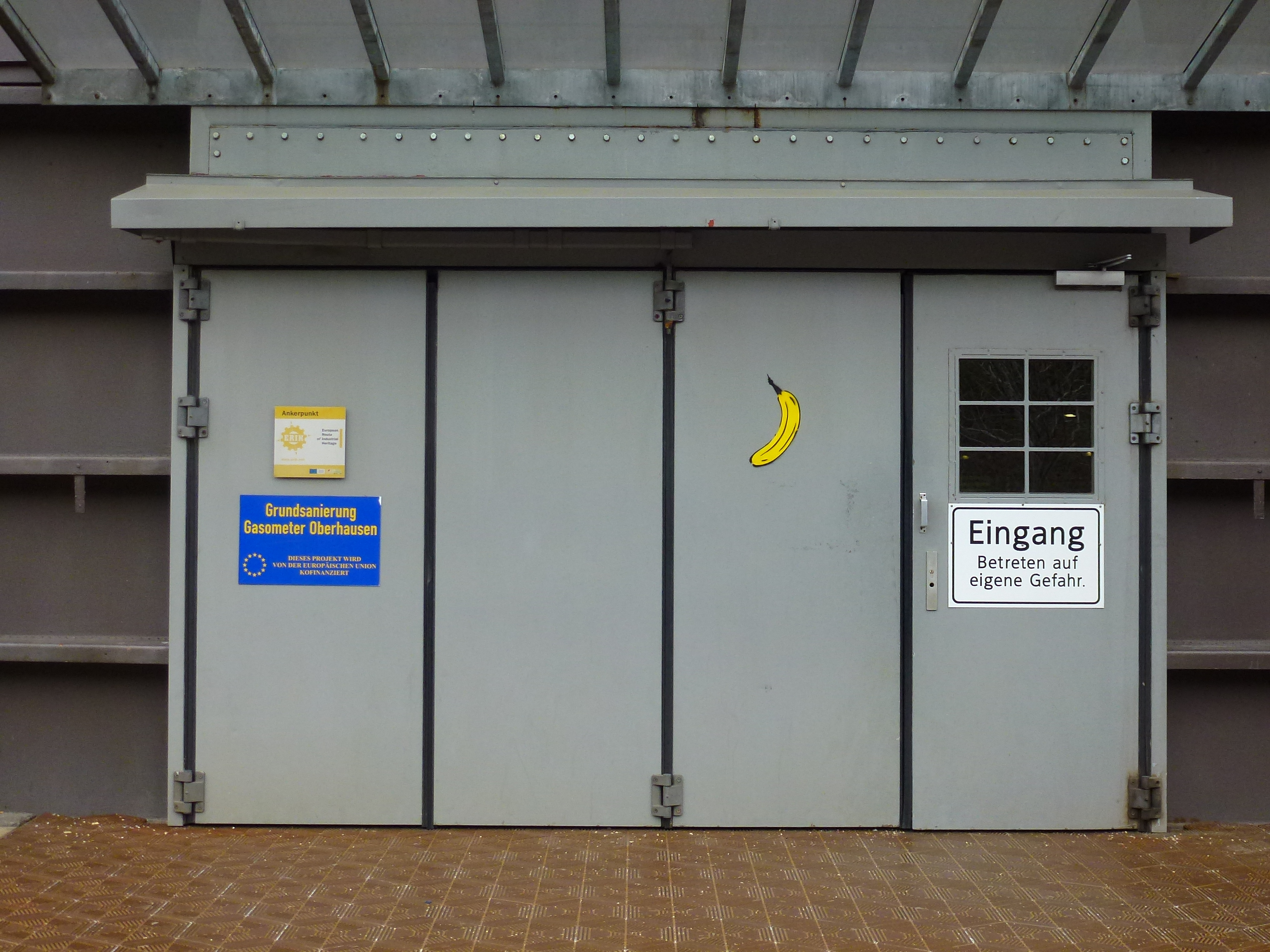
Haupteingang mit der Banane des Künstlers Thomas Baumgärtel
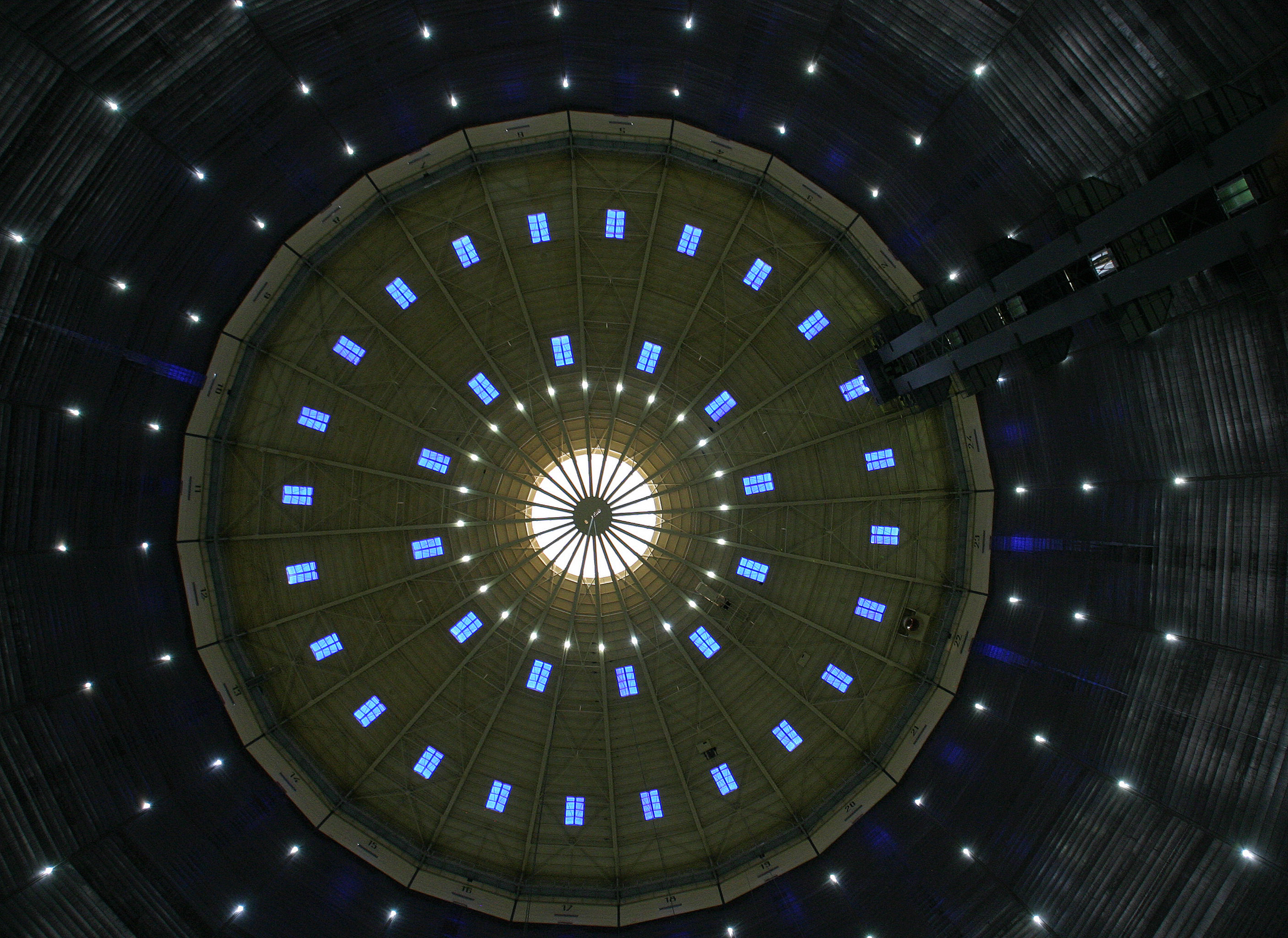
Blick von der Gasdruckscheibe nach oben
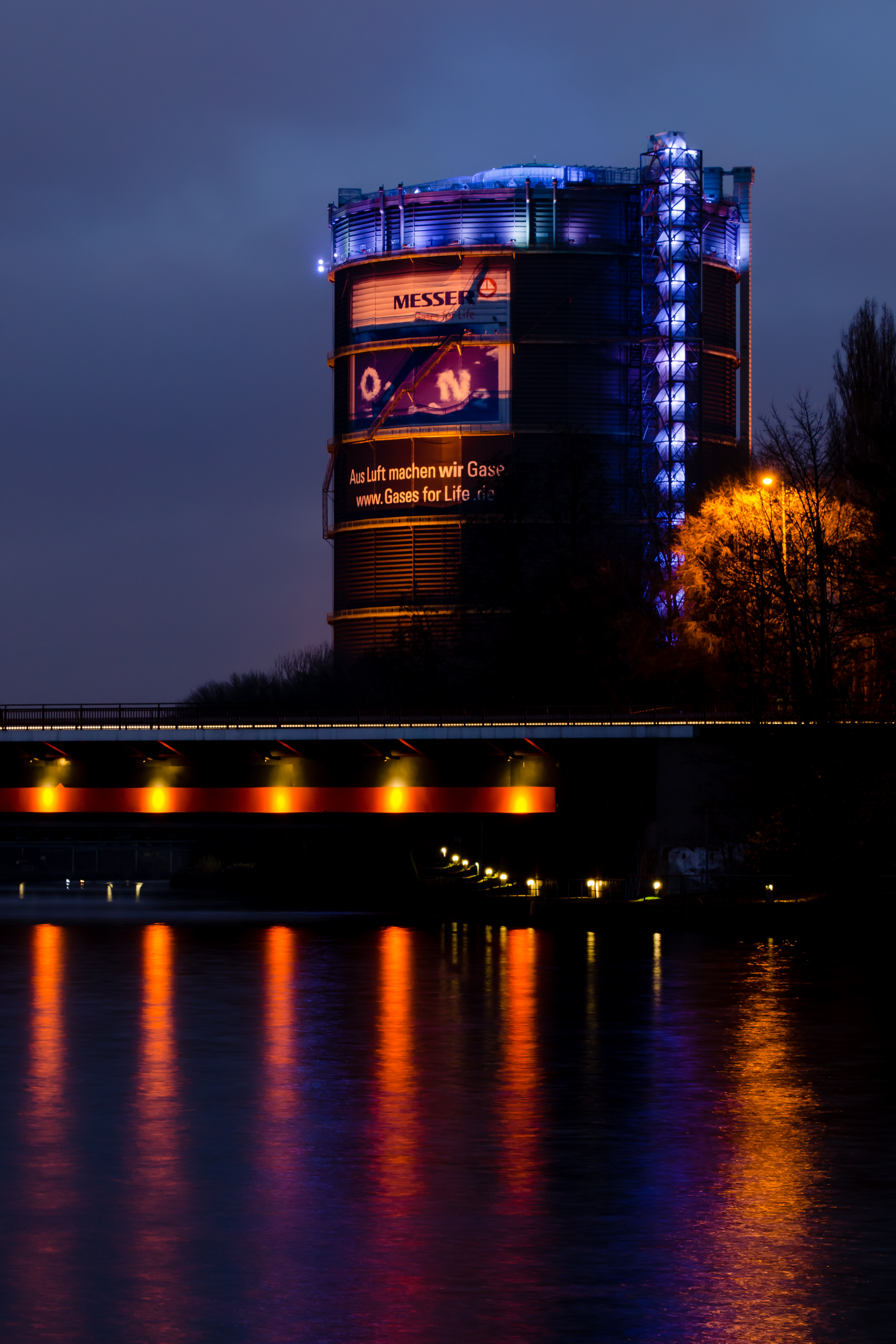
Abendliche Beleuchtung des Gasometers vom Rhein-Herne-Kanal aus gesehen
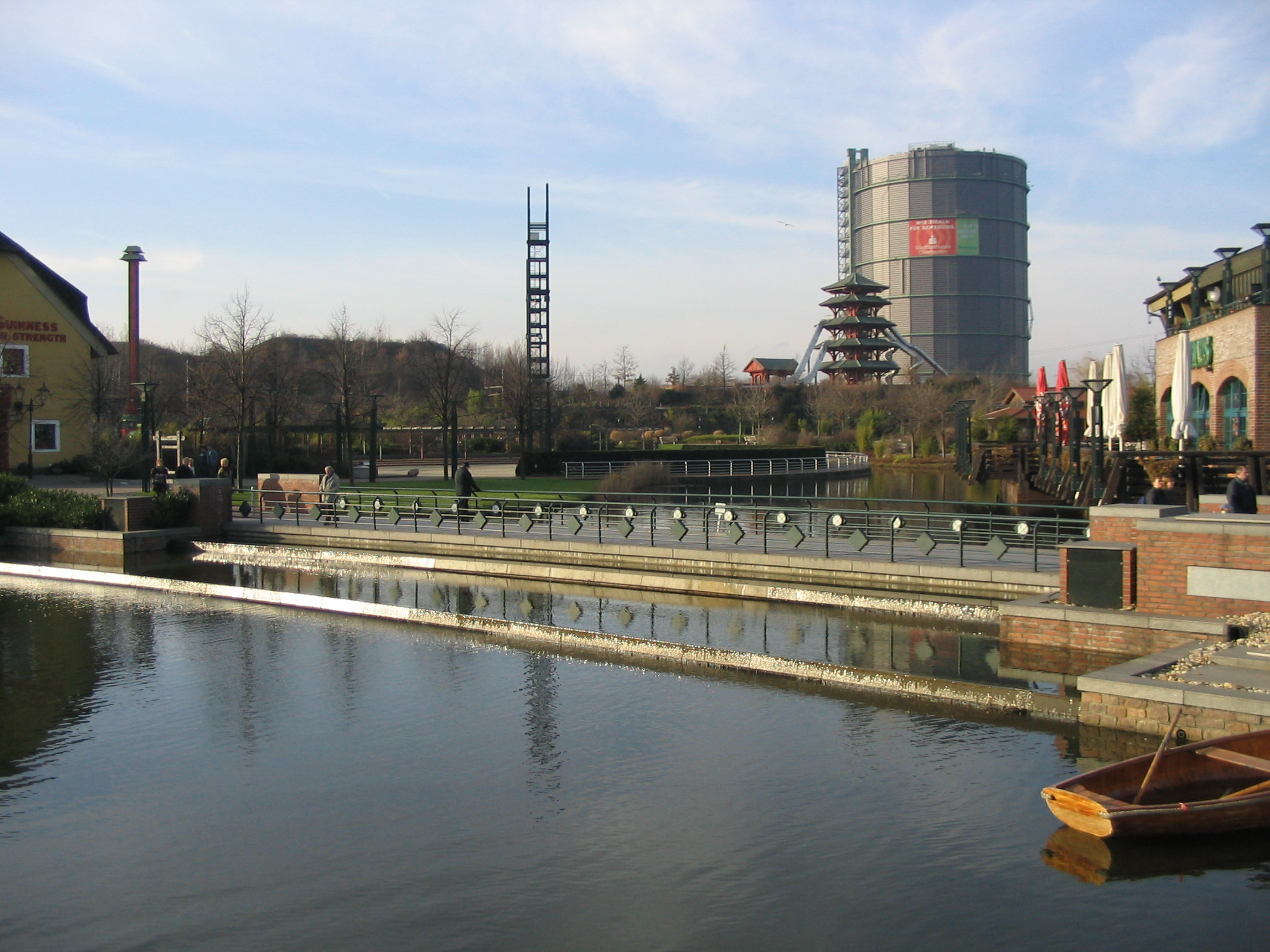
Blick auf den Gasometer von der Promenade des CentrO
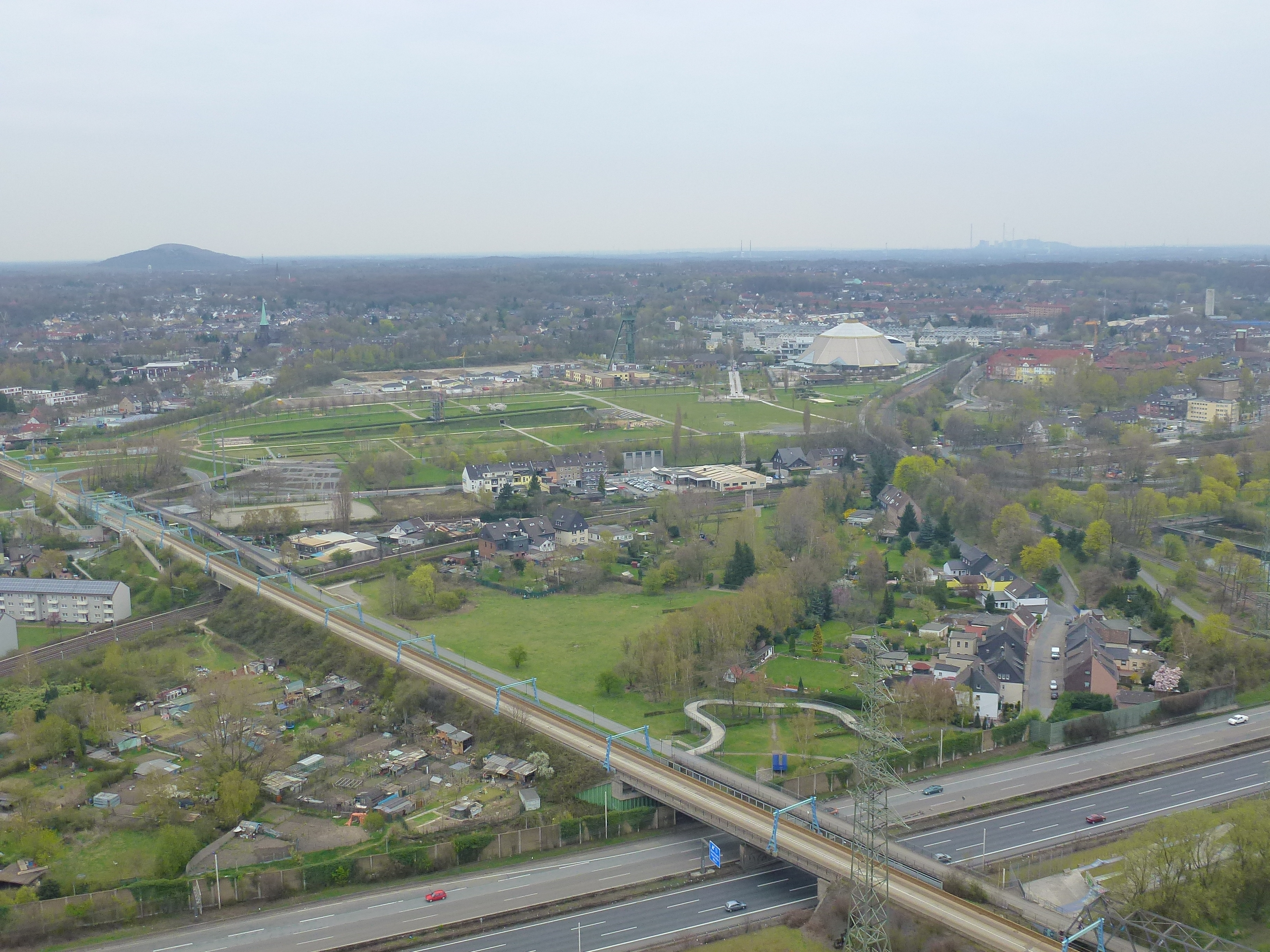
Blick vom Gasometer nach Norden auf das Gelände der Landesgartenschau 1999
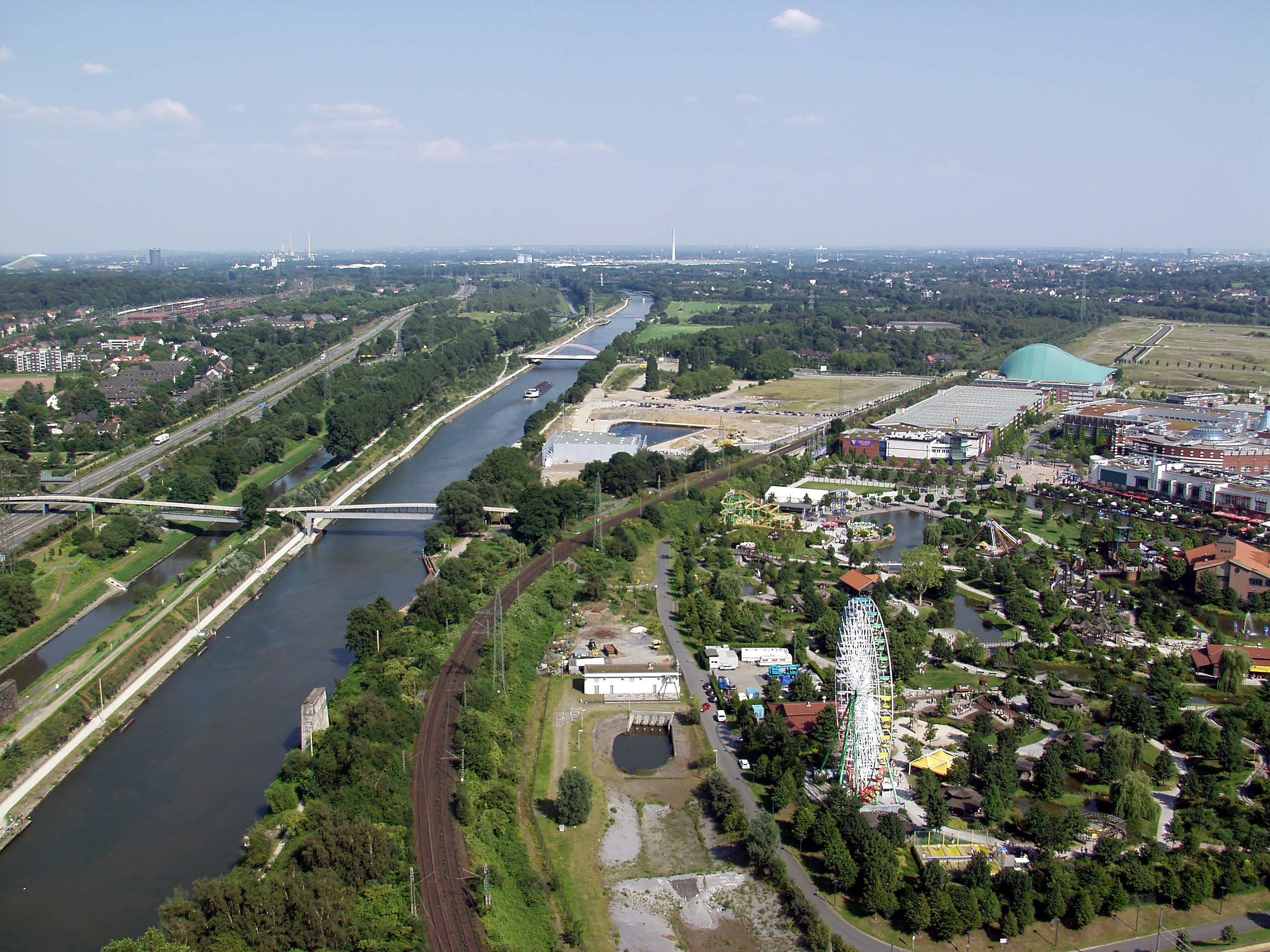
Blick vom Gasometer nach Osten auf den Rhein-Herne-Kanal
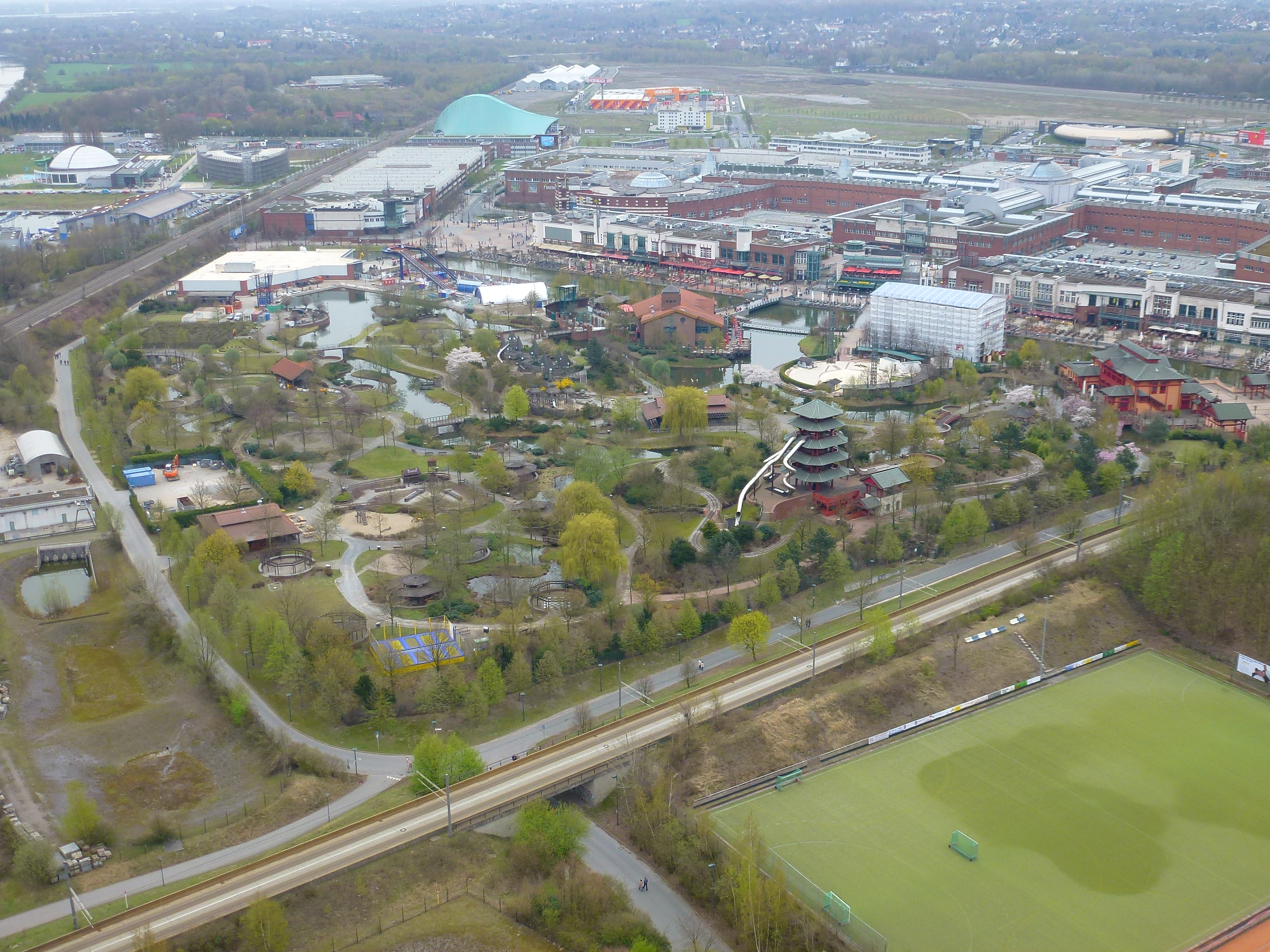
Blick vom Gasometer nach Südosten auf Oberhausens Neue Mitte (CentrO)
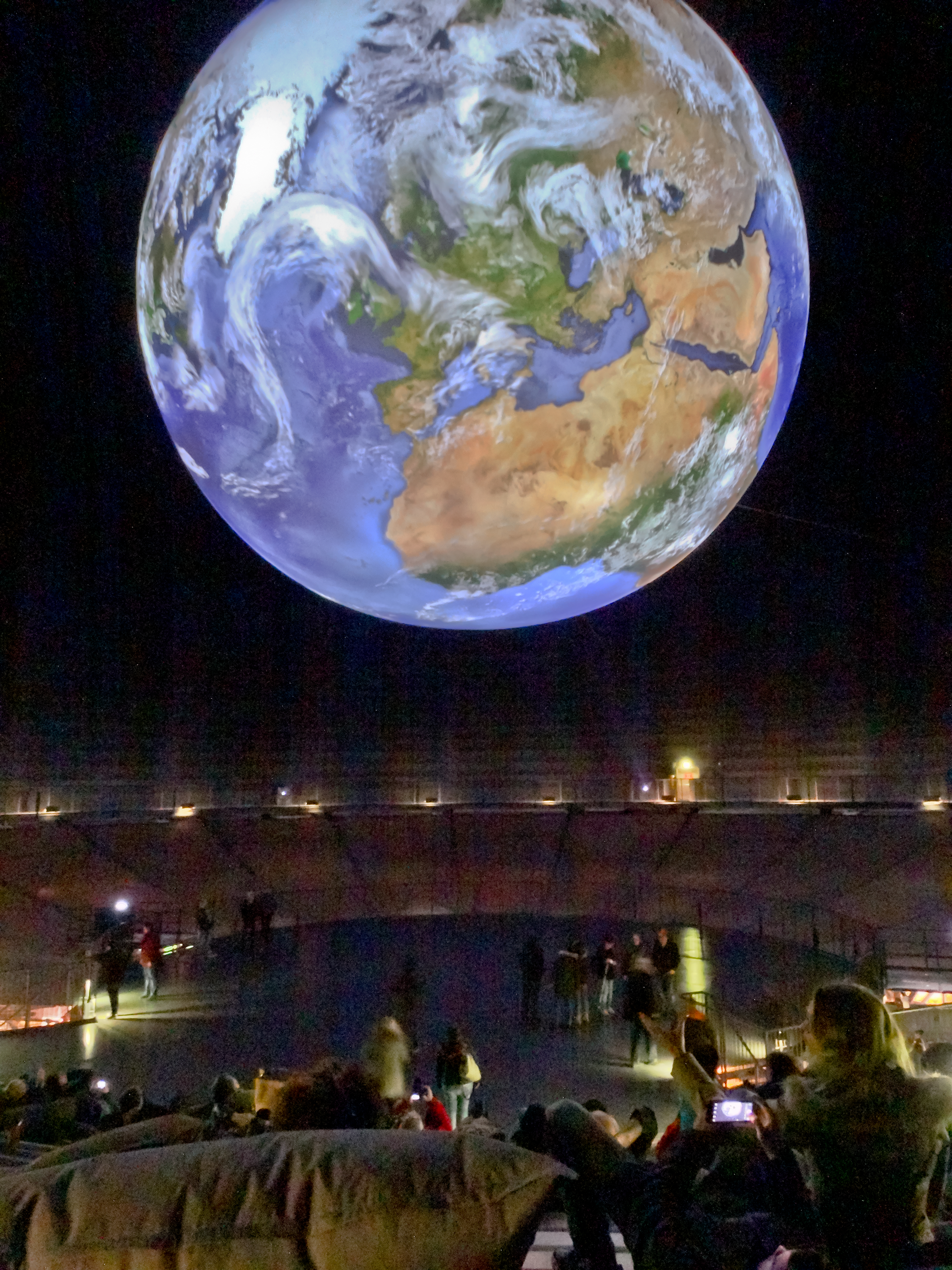
Blick auf die animierte Erdkugel bei der Ausstellung Wunder der Natur
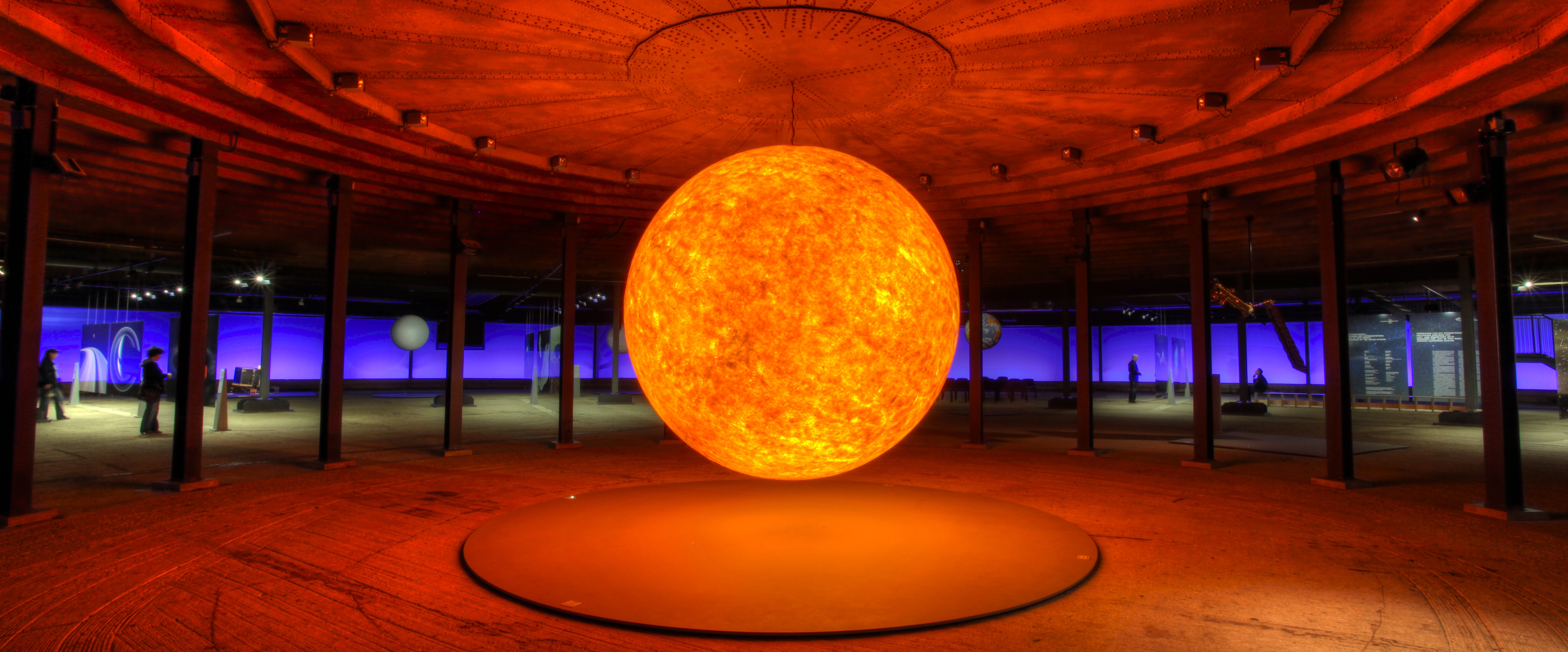
Blick auf das Modell der Sonne bei der Ausstellung Sternstunden – Wunder des Sonnensystems

## Ausstellungen

### Übersicht
Seit 1994 haben Ausstellungen zu Themen wie 200 Jahre Ruhrgebiet, 100 Jahre Deutscher Fußball-Bund oder Sternstunden mit dem „größten Mond auf Erden“ mehr als zehn Millionen Besucher in den Gasometer Oberhausen gelockt. Damit gehört der Gasometer Oberhausen zu einem der Ankerpunkte der Route der Industriekultur.
Die Ausstellung Sternstunden – Wunder des Sonnensystems war 2010 die erfolgreichste Ausstellung im Rahmen der Europäischen Kulturhauptstadt RUHR.2010. 2011/2012 stellte die Sonderausstellung Magische Orte bedeutende Natur- und Kulturdenkmäler der Erde vor.

### Planet Ozean
Vom 15. März 2024 bis zum 30. November 2025 präsentiert „Planet Ozean“ die faszinierende Schönheit der Weltmeere und ihrer vielfältigen Lebensformen. Dazu führt die aktuelle Ausstellung in kaum bekannte Tiefen dieses komplexen Ökosystems. In verschiedenen Ausstellungskapiteln zeigt der Gasometer anhand von teilweise noch nie gesehenen großformatigen Fotografien und Filmen die Schönheit, Vielfalt, aber auch die Verletzlichkeit der Ozeane unseres Planeten. Folgerichtig beschäftigt sich „Planet Ozean“ auch mit den wichtigen Bereichen Meeresschutz und -forschung. Partner dafür ist das Deutsche Meeresmuseum, Stralsund.
Dramaturgischer Höhepunkt der Ausstellung ist die immersive Inszenierung „Die Welle“, entwickelt von den kreativen Köpfen hinter dem Kunst- und Technikfestival „Ars Electronica“ aus dem Österreichischen Linz. Installiert im beeindruckend hohen Luftraum des Gasometers, dient die mit 40 Metern höchste Leinwand der Welt als Projektionsfläche für eine lebendige Meereswelt. Ganz ohne Taucheranzug und Atemmaske kann man riesigen Fischschwärmen oder sogar Meeresgiganten in Originalgröße begegnen.

### Das zerbrechliche Paradies
Die Ausstellung „Das zerbrechliche Paradies“ vom 1. Oktober 2021 bis zum 26. November 2023 zeigte anhand von großformatigen, vielfach preisgekrönten Fotografien und Filmmaterial die einzigartige Schönheit unseres Planeten. Der Besucher erhielt die Möglichkeit, in Eis- und Wüstenwelten, auf Berge und in Ozeane einzutauchen. Die Ausstellung zeigte aber auch die Konsequenzen des menschlichen Handelns. Die Folgen des Klimawandels, der industriellen Landwirtschaft oder der Rodung des tropischen Regenwaldes im Zeitalter des Anthropozäns – im Zeitalter des Menschen.
Höhepunkt der Ausstellung im 100 Meter hohen Luftraum des Gasometers war eine monumentale Erdkugel, auf die hochaufgelöste Satellitenbilder projiziert wurden. Aus der Perspektive der Astronauten sieht man Wolken und Flüsse, konnte man die Kontinente im Tag- und Nachtwechsel und im Wandel der Jahreszeiten erkennen. Man sah darüber hinaus auch  Dinge, die sich sonst nur mit den Augen der Satelliten erkennen lassen: Ozeanströmungen, Temperaturunterschiede, Flugverkehr.
"Das zerbrechliche Paradies"  entstand in Zusammenarbeit Gasometers Oberhausen mit Deutschen Zentrum für Luft- und Raumfahrt (DLR). Die Ausstellung wurde von rund 1,35 Millionen Gästen besucht.

### Der Berg ruft
Die Ausstellung „Der Berg ruft“ zeigte im 100 Meter hohen Luftraum des Gasometers eine Nachbildung des Matterhorns. Diese wurde anhand von 3D-Projektionen mit einem Wechsel aus Tages- und Jahreszeiten bespielt. Außerdem waren Besteigungsrouten auf der Projektion erkennbar gemacht. Die Skulptur schwebte seitenverkehrt im Luftraum des Gasometers und spiegelte sich im Fußboden der obersten Gasometer-Ebene.
Die Fotoausstellung zeigte außerdem Filmausschnitte und großformatige Fotografien der Lebenswelten der Gebirge unseres Planeten.
Projektpartner der Ausstellung waren das Deutsche Zentrum für Luft- und Raumfahrt (DLR). Das Erdbeobachtungszentrum des DLR rechnete aus 70 Milliarden Pixeln ein hochpräzises virtuelles Modell. Die daraus entstandene Animation umfasste die 19-fache Datenmenge dessen, was auf den zu dieser Zeit besten Kinoleinwänden gezeigt wurde.
Die Ausstellung lief unter der Gesamtleitung von Jeanette Schmitz und Stefan Dech. Kuratoren waren Peter Pachnicke und Nils Sparwasser, die im Gasometer Oberhausen bereits mitverantwortlich für die Realisierung der Ausstellung „Wunder der Natur“ waren.

### Christo und Jeanne-Claude
Christo und Jeanne-Claude nutzten den Gasometer zweimal für ihre Werke. 1999 schufen sie als Abschlussinstallation für die Internationale Bauausstellung Emscher Park The Wall, eine Mauer aus 13.000 bunt lackierten Ölfässern.
Vom 16. März bis 30. Dezember 2013 konnte die Installation Big Air Package – Project for Gasometer Oberhausen, Germany besichtigt werden. Das Projekt wurde im Jahre 2010 von Christo konzipiert, erstmals ohne seine Frau Jeanne-Claude. Die künstlerische Installation im Inneren der höchsten Ausstellungshalle Europas wurde aus 20.350 Quadratmetern lichtdurchlässigem Gewebe und 4.500 Metern Seil gefertigt. Im aufgeblasenen Zustand erreichte die über fünf Tonnen schwere Installation eine Höhe von 90 Metern, einen Durchmesser von 50 Metern und ein Volumen von 177.000 Kubikmetern. Damit war die Stoffhülle zeitweilig die größte freitragende Installation der Welt. Im begehbaren Inneren des Big Air Package bot der Künstler ein Erlebnis von Raum, Größe und Licht.
Parallel zur Ausstellung im Gasometer wurde in der Ludwig Galerie Schloss Oberhausen eine Auswahl von sieben originalen Entwurfszeichnungen von Christos Big Air Package gezeigt, die die Zeit von der Idee im Jahr 2010 bis zur Realisierung im Jahr 2013 abdeckte.
Kurator, Fotograf und Projektleiter war Wolfgang Volz.

### Liste der Ausstellungen
| Jahr        | Beispiel | Ausstellung | Besucher                        |
| ----------- | -------- | --- | ------------------------------- |
| 1994/1995   |          | Feuer und Flamme (Ruhrgebietsausstellung) | 190.000 (1994) / 270.000 (1995) |
| 1996        |          | Ich Phoenix (zeitgenössische Kunstausstellung) | 100.000                         |
| 1997/1998   |          | Der Traum vom Sehen (Medienausstellung zum Zeitalter der Televisionen) | 290.000 (1997) / 250.000 (1998) |
| 1999        |          | The Wall (Installation aus 13.000 Ölfässern von Christo und Jeanne-Claude) | 390.000                         |
| 2000        |          | Der Ball ist rund (Fußballausstellung 100 Jahre Deutscher Fußball-Bund) | 216.000                         |
| 2001/2002   |          | Blaues Gold (Inszenierung zum Thema Wasser) | 292.000                         |
| 2003        |          | Five Angels for the Millennium (Videokunst-Installation von Bill Viola) | 139.000                         |
| 2004        |          | Wind der Hoffnung (Abenteuer Ballonfahrt) | 190.000                         |
| 2006        |          | FeuerLichtHimmel (Geschichte des Gasometers, Licht-Klang-Installation Licht Himmel von Christina Kubisch) | 113.000                         |
| 2007/2008   |          | Das Auge des Himmels (Satellitenbilder der Erde, Licht Himmel) | 375.000                         |
| 2009/2010   |          | Sternstunden – Wunder des Sonnensystems (Ausstellung des Deutschen Zentrums für Luft- und Raumfahrt (DLR)) (Weltraumbilder, astronomische Exponate und eine Mondskulptur mit 25 Metern Durchmesser) | 960.000                         |
| 2011/2012   |          | Magische Orte (Ausstellung über die großen Natur- und Kulturdenkmäler der Erde) | 800.000                         |
| 2013        |          | Christo: Big Air Package (Installation von Christo und Jeanne-Claude) | 440.000                         |
| 2014/2015   |          | Der schöne Schein (Kunstausstellung) | 480.000                         |
| 2016/2017   |          | Wunder der Natur (Ausstellung großformatiger Fotografien und anderer Exponate zur Veranschaulichung der Vielfalt und Einzigartigkeit der Tier- und Pflanzenwelt. Den Höhepunkt bildete eine 20 Meter große frei hängende Skulptur der Erde, auf die bewegte Satellitenbilder projiziert wurden und so das Wechselspiel aus Tag und Nacht und der Jahreszeiten verdeutlicht wurde.) | 1.350.000                       |
| 2018/2019   |          | Der Berg ruft (Ausstellung in Zusammenarbeit mit dem Deutschen Zentrum für Luft- und Raumfahrt (DLR) über die Faszination und Entstehung der Berge mit großformatigen Fotografien und Naturfilmszenen zur Veranschaulichung der Vielfalt und Einzigartigkeit der Tier- und Pflanzenwelt. Den Höhepunkt bildete eine in 100 Meter Höhe aufgehängte Skulptur des Matterhorns, auf die mit 3D-Technik bewegte Bilder des Berges projiziert wurden und so das Wechselspiel aus Tag und Nacht und der von Menschen gewählten Kletterrouten verdeutlichte. Die 17 Meter hohe Skulptur hing kopfüber im Raum und spiegelte sich in einer darunterliegenden Spiegelfläche.) | 537.000                         |
| 2021 – 2023 |          | Das zerbrechliche Paradies (Ausstellung über die Schönheit der Natur und den Einfluss des Menschen auf seine Umwelt) | 1.350.000                       |
| 2024 – 2025 |          | Planet Ozean (Ausstellung über die faszinierende Schönheit der Weltmeere und ihre vielfältigen Lebensformen) |                                 |

## Ausstellungskataloge
- Peter Paul Kubitz, Doris Erbacher, Peter Hoenisch, TRIAD Berlin (Hrsg.): Der Traum vom Sehen. Eine Ausstellung zum Zeitalter der Televisionen im Gasometer Oberhausen 30. Mai – 15. Oktober 1997. Verlag der Kunst, Dresden 1997, ISBN 90-5705-054-4.
- Peter Pachnicke, Wolfgang Volz (Hrsg.): Magische Orte. Natur- und Kulturmomente der Welt. Klartext Verlag, Essen 2011, ISBN 978-3-8375-0516-0. (Bildband zur gleichnamigen Ausstellung vom 8. April 2011 bis 21. Oktober 2012)
- Gasometer Oberhausen GmbH (Hrsg.): Christo. Big Air Package. Klartext Verlag, Essen 2013, ISBN 978-3-8375-0850-5.

## Theater Oberhausen
Der Gasometer wurde vom Theater Oberhausen als „Außenprojekt“ bespielt:
- Dezember 1995/Januar 1996: Endspiel von Samuel Beckett; Regie Intendant Klaus Weise
- 1998: Der Sturm von William Shakespeare; Regie Intendant Klaus Weise
- Januar 2006: Parzival von Tankred Dorst und Ursula Ehler; Regie Intendant Johannes Lepper. Für die Inszenierung wurde von Lutz-Helmut Schön das mit einer Fadenlänge von 95 Metern und einer 100 kg schweren Eisenkugel bis dahin längste Foucaultsche Pendel Europas installiert, das in einer Höhe von 2,50 Meter über der bespielten Plattform schwang.
- Juni 2007: Peer Gynt von Henrik Ibsen; Regie Intendant Johannes Lepper
- Oktober/November 2007: Freiheit! Gleichheit! Brüderlichkeit! nach Dantons Tod von Georg Büchner und Orchesterprobe von Federico Fellini; Regie Intendant Johannes Lepper
- September 2010 (parallel zur Ausstellung „Sternstunden“): Hip-Hop Theater Projekt Peterchens Mondfahrt/Moonriding Peter von Gerdt von Bassewitz; Regie und Adaption Intendant Peter Carp
- Juni/Juli 2011 (parallel zur Ausstellung Magische Orte): Der Traumzauberbaum nach den Geschichtenliedern von Reinhardt Lakomy und Monika Ehrhardt; Regie und Adaption Christian Quitschke

## Verkehrsanbindung
Der Gasometer wird durch die Haltestelle Neue Mitte an der ÖPNV-Trasse erschlossen. Im Rahmen der Verlängerung der Straßenbahnlinie 105 von Essen zur ÖPNV-Trasse nach Oberhausen soll eine neue Haltestelle an der bestehenden Trasse direkt am Gasometer errichtet werden.
Überregional ist er in wenigen Minuten von der Anschlussstelle Oberhausen-Zentrum der Bundesautobahn 42 erreichbar. Angrenzend verläuft die Bundesstraße 223 sowie als deren nördliche Verlängerung die Bundesautobahn 516. Südlich des Gasometers sind ein großer Schotterparkplatz und ein Parkhaus verfügbar.

## Trivia
Im Stadtteil Augsburg-Oberhausen befindet sich im historischen Gaswerk ebenfalls ein Scheibengasbehälter in MAN-Bauweise. Er wurde 1954 fertiggestellt und 2001 stillgelegt. Mit einer Höhe von 84 Metern und einem Durchmesser von 45 Metern bei einem Speichervolumen von 100.000 Kubikmetern ist er kleiner als sein Pendant in der Stadt Oberhausen, jedoch einer der wenigen in Süddeutschland erhaltenen und (innen wie außen) begehbaren (Scheiben-)Gasbehälter.